# ملعب باوتيستا غارجانتيني
ملعب باوتيستا غارجانتيني (بالإنجليزية: Estadio Bautista Gargantini)‏ هو ملعب كرة قدم يقع في الأرجنتين، يتسع لـ 18,000 متفرج.

## التاريخ
افتتح الملعب في 1925.